# Алфалфа (окръг, Оклахома)
Окръг Алфалфа (на английски: Alfalfa County) е окръг в щата Оклахома, Съединени американски щати. Площта му е 2282 km², а населението – 6105 души (2000). Административен център е град Чероки. Самото име в превод от английски значи „люцерна“.